# Духовна національна оборона

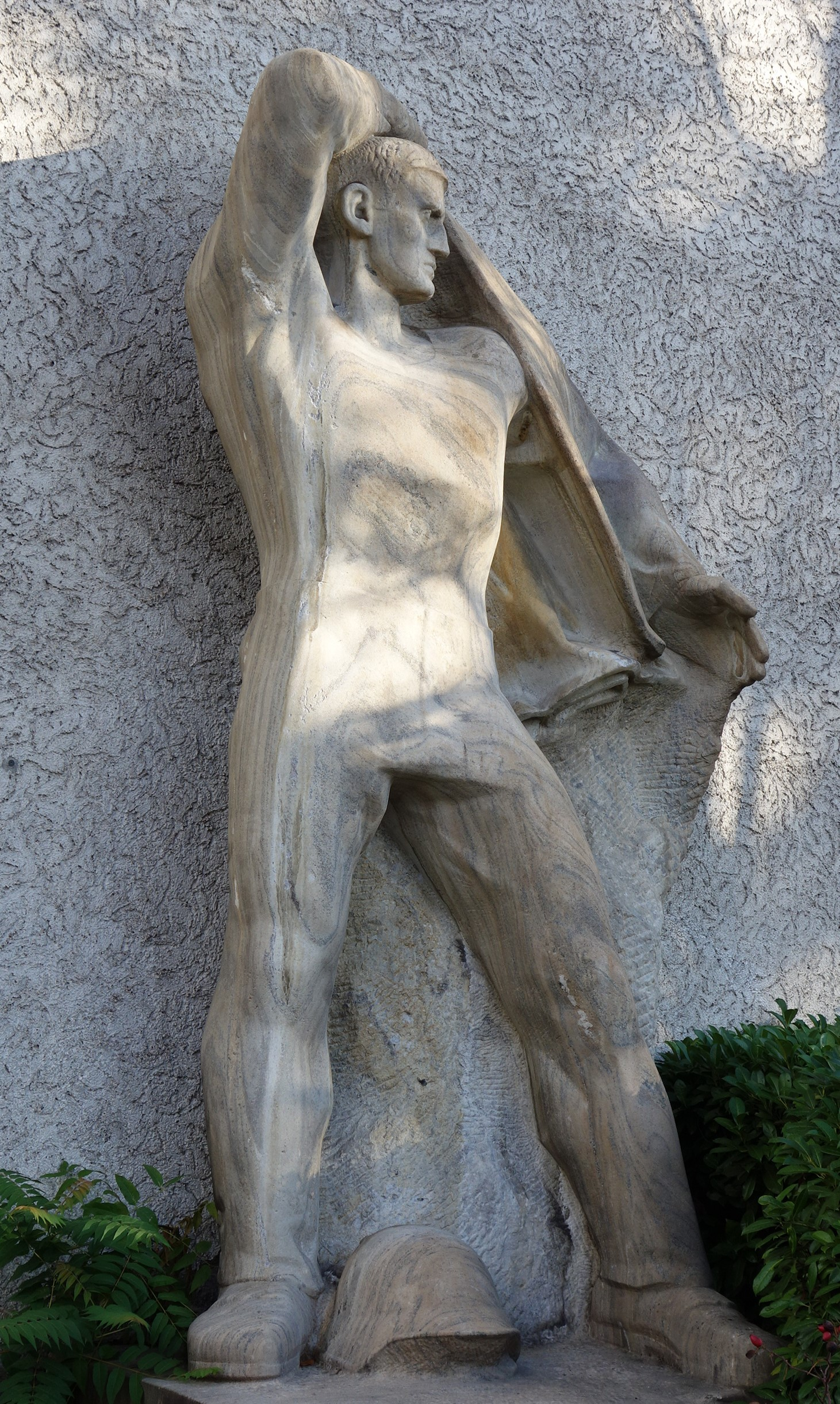
Мармурова статуя «Готовність до оборони» Ганса Бранденбергера (1943—1947). Її бронзовий оригінал був символом Ланді-1939, Швейцарської державної виставки

Духовна національна оборона (нім. geistige Landesverteidigung, фр. défense nationale spirituelle) — політично-культурний рух у Швейцарії, який активно підтримувався ще раніше, але особливо виразно в період з 1932 року до 1960-х років швейцарською владою, спеціальними установами, науковцями та пресою, а також не в останню чергу місцевими інтелектуалами. На меті цього руху було зміцнити на надпартійному рівні цінності та звичаї, які сприймалися як «швейцарські», задля протистояння тоталітарним ідеологіям. Спершу рух був спрямований насамперед проти націонал-соціалізму та фашизму, пізніше, під час Холодної війни — проти комунізму. Навіть після того, як влада припинила активно провадити політику духовної національної оборони, культурні й антитоталітарні цінності залишилися вагомими, а ідеологемами духовної національної оборони швейцарські політики послуговуються аж донині.

## Передісторія
19 червня 1935 року, депутат Національної ради Швейцарії з Базеля від соціал-демократів на ім'я Фріц Гаузер висунув постулат, у якому він закликав Федеральну раду дослідити, як можна зберегти духовну незалежність культури Швейцарії перед обличчям загрози націонал-соціалістичного режиму в Німеччині. Тижнем пізніше Швейцарська асоціація письменників (SSV) (Фелікс Мошлін, Карл Неф) представила членові Федеральної ради Філіппу Еттеру програмний документ щодо федеральної культурної політики. Соціал-демократична партія Швейцарії (SPS) схвалила пропозицію Федеральної ради — з-поміж іншого, за наступної умови: 
|  | Боротьба з усіма внутрішньополітичними тенденціями, які, всупереч волі швейцарського народу, прагнуть атрофувати демократичні права на свободу і самовизначення громадян та усунути вплив конституційної влади на державу та її політику. Оригінальний текст (нім.) Bekämpfung aller innerpolitischen Tendenzen, die im Widerspruch zum schweizerischen Volkswillen eine Verkümmerung der demokratischen Freiheits- und Selbstbestimmungsrechte der Bürger und die Ausschaltung des Einflusses der verfassungsmässigen Instanzen auf den Staat und seine Politik anstreben. |

Однак цюрихська партійна конференція SPS 1936 року відкинула оборонний кредит. Попри це, уже в січні 1937 року відбулося безумовне визнання легітимності національної оборони, коли партія приєдналася до Руху керівних принципів (нім. Richtlinienbewegung).

## Постанова Федеральної ради щодо духовної оборони
Постановою Федеральної ради від 9 грудня 1938 року про організацію та завдання захисту й популяризації швейцарської культури було запропоновано створити культурну фундацію Pro Helvetia, який був організована на засадах приватного права і субсидована Конфедерацією. Вона мала забезпечити захист спільних духовних цінностей Швейцарії, аби створити противагу «державній пропаганді сусідніх країн»:
|  | Якщо збройний захист країни, його підготовка та організація є виключно справою держави і насамперед її завданням, то духовний захист країни ми хотіли б залишити насамперед громадянину, особистості, вільному розвитку духу. Держава повинна надати необхідні засоби і залишити за собою право пильнувати за їхнім використанням. Попри це, духовні сили країни самі мусять мобілізуватися і стати на спільний фронт оборони. Оригінальний текст (нім.) Ist die bewaffnete Verteidigung des Landes; deren Vorbereitung und Organisation ausschliesslich eine Sache des Staates und primär Aufgabe des Landes, so möchten wir die geistige Landesverteidigung primär dem Bürger; dem Menschen; der freien Entfaltung des Geistes überlassen. Der Staat soll die erforderlichen Mittel zur Verfügung stellen und sich das Recht vorbehalten, deren Verwendung zu überwachen. Im übrigen aber sollen die geistigen Kräfte des Landes sich selbst mobilisieren und in die gemeinsame Front der Verteidigung einordnen. |

## Націонал-соціалізм та Друга світова війна
Заклик до «духовної» оборони швейцарської демократії від фашизму за допомоги сучасних на той момент ЗМІ, таких як радіо і кіно, пролунав з лівих кіл і став ще більш актуальним, коли Гітлер прийшов до влади в Німеччині в 1933 році. Це замкнуло коло навколо Швейцарії, оскільки фашистські авторитарні уряди тепер були при владі в усіх сусідніх зі Швейцарією країнах — за винятком Франції. На цьому першому етапі духовна національна оборона мала чітко виражений антинімецький характер, оскільки швейцарська самобутність мала бути підкреслена насамперед на тлі Німеччини. Особливою формою духовної національної оборони був так званий «гельветизм» в італомовному Тічино, метою якого був захист від італійського іредентизму, тобто підкреслення відмінності Тічино від Італії.
Центральною ідеєю духовної національної оборони було створення «національної спільноти» у Швейцарії. Це означало подолання класових відмінностей і створення єдиної швейцарської ідентичності, «спільноти долі», яка включала культурні відмінності та чотиримовність Швейцарії. Термін «гельветичний тоталітаризм», введений Йостом у цьому контексті, є недостатнім, оскільки він однобічно стосується лише цивільної духовної національної оборони. З 1938 року духовну національну оборону офіційно підтримувала Федеральна рада. У фундаментальному документі федеральний радник Філіпп Еттер підкреслив, перш за все, приналежність Швейцарії до трьох домінуючих європейських культурних груп, культурне розмаїття, громадянський характер демократії та повагу до людської гідності і свободи. Залежно від політичних переконань, у рух підтягували й інші ідеї, такі як федералізм, сільський характер Швейцарії, соціальну справедливість, релігійну свободу тощо.
Швейцарська державна виставка 1939 року в Цюриху вважається найістотнішим виявом духовної національної оборони. Так званий Landigeist охопив Швейцарію і незадовго до початку Другої світової війни дав людям відчуття незламної народної волі до незалежності всупереч усім претензіям з боку Німеччини та насильній анексії німецькомовних кантонів до Великого німецького Рейху — саме невдовзі після того, як Австрія та Судети вже були поглинуті Німеччиною.
Головною проблемою духовної національної оборони був вплив державної пропаганди Німеччини та Італії, яка потрапляла до Швейцарії здебільшого через радіо, книги та журнали. Щоб протистояти цим впливам, як приватні, так і державні організації створювали культурні інституції для просування «швейцарської» пропаганди. Зокрема, слід згадати культурну фундацію Pro Helvetia, Нове гельветичне товариство та військовий підрозділ «Армія і дім». Швейцарський кінематограф також уперше активно застосував пропаганду, аби через кінотеатри сприяти духовній обороні країни. Найважливішими з цих фільмів були «Füsilier Wipf» (1938) і «Landammann Stauffacher» (1941) Леопольда Ліндтберга, а також «Gilberte de Courgenay» (1941) Франца Шнайдера. Під час Другої світової війни духовна національна оборона також підтримувалася цензурними заходами Департаменту преси та радіомовлення.

## Холодна війна
Рух залишався активним і після Другої світової війни та був спрямований проти небезпеки комуністичної інфільтрації. Відповідно до антикомуністичного духу часу, акцент тепер робився на демократичній конституційній державі та соціальному добробуті, а також на ополченському характері сильної швейцарської армії. Духовна національна оборона все частіше призводила до проявів того, що критики називали «бункерною ментальністю», політичним, а іноді навіть інтелектуальним ізоляціонізмом і мілітаризацією громадянського суспільства.
|  | Метою духовної національної оборони є зміцнення духовної та моральної волі воїнів і громадян до опору. Це означає осмислення унікальної природи та значущості нашої демократичної держави і покликане зміцнити переконання, що ми повинні захищати ці цінності від будь-якого впливу та будь-якої зовнішньої загрози. Духовна національна оборона через військо є складовою військової підготовки, вона відбувається в системі військового управління. Засобом, за допомоги якого вона культивується, є цивільна служба «Армія і дім». Оригінальний текст (нім.) Die geistige Landesverteidigung bezweckt die Stärkung des geistig-moralischen Widerstandswillens des Soldaten und Bürgers. Sie bedeutet eine Besinnung auf die Eigenart und den Wert unseres demokratischen Staates und soll die Überzeugung festigen, dass wir diese Werte gegen jede Beeinflussung und jede äußere Bedrohung verteidigen müssen. Die geistige Landesverteidigung bei der Truppe ist ein Bestandteil der militärischen Ausbildung; sie wickelt sich innerhalb der militärischen Kommandoordnung ab. Mittel zu ihrer Pflege ist der Dienst Heer und Haus. |

Унаслідок гострої критики з боку культурних та інтелектуальних кіл швейцарська влада була змушена відмовитися від офіційної підтримки духовної національної оборони з 1962 року. Тим не менш, швейцарська армія продовжувала пропагувати волю до боротьби та просувала чисельно сильну та добре оснащену армію, організовану за принципом ополчення, як непорушну опору Швейцарії, яка має існувати поряд з абсолютним політичним й економічним нейтралітетом.

## Наслідки
У 1989 році Федеральна рада все ще використовувала ідеологеми духовної національної оборони в кампанії навколо референдуму щодо ініціативи про скасування армії. Урочистості з нагоди п'ятдесятої річниці мобілізації у воєнний час у 1989 році мали схожу традицію: так звані «діамантові» урочистості мали на меті відродити дух покоління активних військовослужбовців перед майбутнім голосуванням щодо закупівлі нових озброєнь для армії.
Політичні партії, насамперед правого толку, такі як Швейцарська народна партія, також використовують ідеї духовної національної оборони донині в боротьбі проти євроінтеграції або проти «зачуження» (нім. Überfremdung) Швейцарії — наприклад, під час референдуму щодо вступу Швейцарії до Європейської економічної зони в 1992 році або в кампанії проти приєднання Швейцарії до Шенгенської угоди та Дублінського регламенту в 2005 році. Крім того, культурні цінності духовної національної оборони післявоєнного періоду живуть і сьогодні, наприклад, у сфері соціального партнерства.
|  | Завбачливість — теж досить рідкісний дар. Більшість наших людей не захочуть думати в найближчі роки — так само, як і в 1920, 1930 чи навіть пізніше — про те, чи може країна знову опинитися під загрозою, і якщо так, то під якою. Те, що ми робили, особливо після 1933 року, щоб розворушити їх, звернутися до їхнього сумління й пильності, доведеться робити знову і знову. Оригінальний текст (нім.) Auch die Vorstellungskraft ist eine ziemlich seltene Gabe. Der Grossteil unseres Volkes wird in den kommenden Jahren nicht darüber nachdenken wollen – nicht mehr als 1920, 1930 oder sogar später noch –, ob und wie das Land neuerdings bedroht werden könnte. Was wir, vor allen Dingen seit 1933, getan haben, um es aufzurütteln, um an sein Gewissen und an seine Wachsamkeit zu appellieren, wird immer wieder neu zu tun sein. |